# Tuva Korsström
Tuva Ernestine Korsström, född 27 februari 1946 i Helsingfors, Finland, är en finländsk litteraturvetare och journalist. Korsström är dotter till författaren Mirjam Tuominen.

## Priser och utmärkelser
- Nordiska ministerrådets journalistpris år 1994
- Nordboks journalistpris år 1995
- Bonniers journaliststipendium år 1998
- Kulturfonden för Sverige och Finlands kulturpris år 2000
- Svenska Akademiens Finlandspris 2003
- Svenska Litteratursällskapet i Finland, ett pris ur Eklund-Modeenska fonden 2014
- Tollanderska priset för Älvan och jordanden 2019
- Samfundet De Nios Särskilda pris 2019
- Svenska Akademiens belöning ur egna medel (2019)
- Chevalier dans l'ordre des Arts et des Lettres (2019)